# تشارلز إل. جونسون
تشارلز إل. جونسون (بالإنجليزية: Charles L. Johnson)‏ هو ملحن أمريكي، ولد في 3 ديسمبر 1876 في كانساس سيتي في الولايات المتحدة، وتوفي في 28 ديسمبر 1950 في كانساس سيتي في الولايات المتحدة.

## وصلات خارجية
- تشارلز إل. جونسون على موقع ميوزك برينز (الإنجليزية)